# ラ・ベル・オテロ

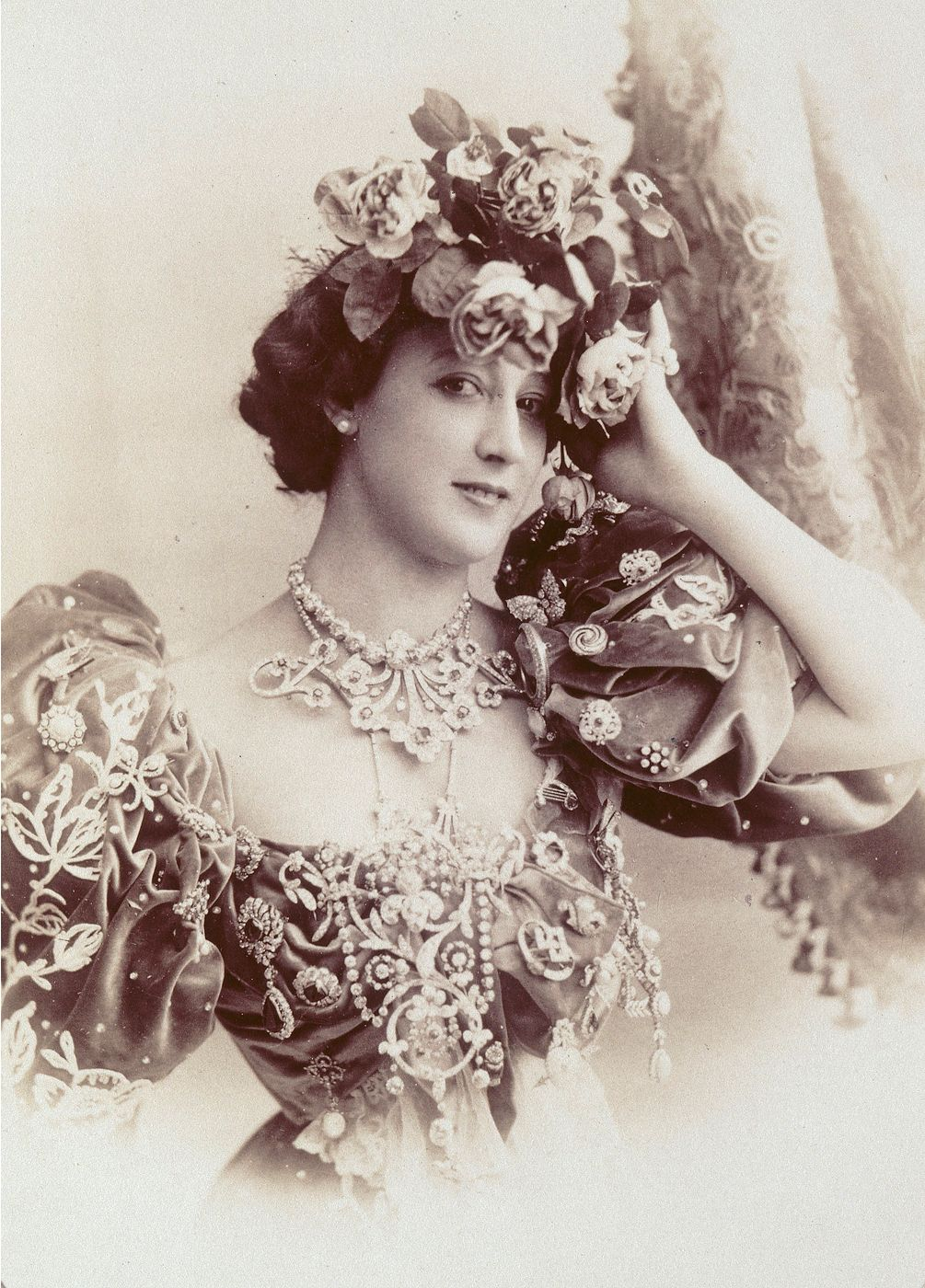
ラ・ベル・オテロ

カロリーナ・オテロ （Carolina Otero, 1868年11月4日 - 1965年4月12日）は、ラ・ベル・オテロ （La Belle Otero）の名で活躍したスペイン生まれのダンサー・俳優、公妾。
ガリシア州のポンテベドラで、アグスティナ・オテロ・イグレシアス（Agustina Otero Iglesias）の名前で生まれた。生家は貧困にあえぎ、不安定な生活をしていた。子供のうちに、彼女はサンティアゴ・デ・コンポステーラへ使用人として奉公に出された。10歳で、彼女は性的暴行を受けて子供の産めない体となった。そして14歳になると、交際していた男と出奔し、リスボンで歌手兼ダンサーとして働きだした。
1888年、バルセロナでスポンサーを見つけたカロリーナは、フランスで彼女をダンサーとして売り出そうとする彼に連れられてマルセイユへやってきた。彼女はすぐにスポンサーと手を切り、ラ・ベル・オテロというアンダルシア生まれのジプシーというふれこみで売り出した。彼女はパリで、フォリー・ベルジェール（ミュージック・ホール）のスターに躍り出た。
数年もしないうちに、カロリーナはヨーロッパ全土で引っ張りだこの女性となった。彼女は賢明にも、財力があり権力がある男性ばかりを注意深く選んで自分の恋人にした。彼女と関係を持ったのは、モナコ大公アルベール1世、イギリス王エドワード7世、セルビア王ミラン、スペイン王アルフォンソ13世、ロシア帝国のピョートル大公とニコライ大公の兄弟、そしてウェストミンスター公爵と作家ガブリエーレ・ダンヌンツィオであった。彼女の情事は彼女の名声を悪名高いものにし、他の多くの女性たちから嫉妬された。

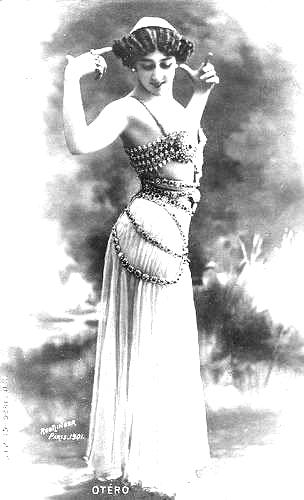
ラ・ベル・オテロ、1905年頃

オテロとの恋が終わると自殺を図った男が6人いた。2人の男たちが彼女を巡って決闘した。オテロは愛嬌があり、自信に満ち、知的で魅力的な肢体の持ち主だった。特に、彼女の肉感的な胸は賞賛の的だった。彼女の有名な衣装の一つに、彼女の乳房を部分的にくっつけた宝石で覆うというものがあった。また、1912年にカンヌに建ったホテル・カールトンの2つの丸屋根の塔は、オテロの乳房を模したといわれた。
第一次世界大戦後、カロリーナは引退し、米ドルで1500万ドルの資産価値があるという建物と資産を購入した。彼女は大変な強運の持ち主で、2500万ドルともいわれる資産をためこんでいたという。しかし彼女は豪奢な生活を楽しみ、しばしばモンテカルロのカジノを訪れるなどして残りの財産をたちまち賭け事で失っていった。彼女は段々と貧困状態に陥り、1965年にニースで亡くなった。